# Laura Ferrara
Laura Ferrara (ur. 11 września 1983 w Neapolu) – włoska polityk i prawniczka, posłanka do Parlamentu Europejskiego VIII i IX kadencji.

## Życiorys
W 2007 ukończyła studia prawniczo-ekonomiczne na Uniwersytecie Kalabrii, a rok później uzyskała specjalizację z nauk prawnych na Uniwersytecie Bolońskim. Podjęła praktykę adwokacką w Cosenzy. W 2014 doktoryzowała się w zakresie praw człowieka na Uniwersytecie we Florencji.
Zaangażowała się w działalność polityczną w ramach Ruchu Pięciu Gwiazd. W wyborach w 2014 z listy tego ugrupowania uzyskała mandat eurodeputowanej. W 2019 z powodzeniem ubiegała się o reelekcję.